# 滨河圣马丁 (特鲁埃尔省)
滨河圣马丁，是西班牙阿拉贡自治区特鲁埃尔省的一个市镇。总面积17平方公里，总人口269人（2001年），人口密度16人/平方公里。